# 劉濟 (正統進士)
劉濟（1420年—？），字時用，江西承宣布政使司饒州府鄱陽縣（今江西省波陽縣）人，明朝政治人物、進士出身。

## 生平
江西鄉試第十四名。正統十三年（1448年）戊辰科會試第四十九名，殿試登進士第三甲第六十二名。景泰三年，劉濟升爲吏部稽動司員外郎、后歷任郎中。天順八年，改任通政司右通政。

## 家族
曾祖父劉谷才。祖父劉子載。父亲劉蘭亭。